# Anke Rigbers
Anke Rigbers (* 9. Mai 1963 in Delmenhorst) ist eine deutsche Haushaltsökonomin. Seit 2021 ist sie Präsidentin des Statistischen Landesamtes Baden-Württemberg.

## Leben
Anke Rigbers wuchs in Ganderkesee auf. Sie studierte von 1982 bis 1989 Haushaltswissenschaft an der Universität Hohenheim und an der Universität Wageningen (WUR), Niederlande. Von 1989 bis 1997 war sie wissenschaftliche Mitarbeiterin am Karlsruher Institut für Technologie. Ihre Promotion, die sie 1999 abschloss, befasste sich mit empirischen Erhebungsmethoden zur Zeitbudgetverwendung in agrarischen Gesellschaften. Von 1997 bis 1998 war sie persönliche Referentin des Präsidenten der Humboldt-Universität zu Berlin Hans Meyer. 1998 wechselte sie als wissenschaftliche Mitarbeiterin an die Universität Mannheim, wo sie 2002 die Leitung der Stabsstelle „Planung, Controlling und Entwicklung“ übernahm.
Im Sommer 2003 wurde Rigbers Leiterin der Gruppe „Kosten- und Leistungsrechnung, Controlling“ im Ministerium für Wissenschaft, Forschung und Kunst Baden-Württemberg. Von Juli 2007 bis Dezember 2020 war sie Stiftungsvorständin der Evaluationsagentur Baden-Württemberg, die für Begutachtungs- und Beratungsdienstleistungen für Hochschulen und Ministerien zuständig ist. Von 2015 bis 2018 war sie Mitglied und Vorsitzende des Hochschulrats der Pädagogischen Hochschule Karlsruhe. Von 2015 bis 2024 war sie auch Mitglied des Hochschulrats der Hochschule Heilbronn, den sie von 2018 bis 2024 leitete.
Am 16. Dezember 2020 wurde sie zur Präsidentin des Statistischen Landesamtes Baden-Württemberg berufen und folgte damit auf Carmina Brenner.
Seit Oktober 2023 vertritt sie die Statistischen Ämter der Länder im Rat für Sozial- und Wirtschaftsdaten (RatSWD) und seit Oktober 2024 ist sie Mitglied im Wissenschaftlichen Senat des Nationalen Forschungsdateninfrastruktur e. V.
Rigbers lebt in Karlsruhe und ist Mitglied bei Bündnis 90/Die Grünen.

## Werke (Auswahl)
- Statistisches Landesamt Baden-Württemberg (Hrsg.): Rückblick auf die letzten 50 Jahre amtliche Statistik. (statistik-bw.de [PDF]).
- mit Christoph Dreher: Qualitätsmanagement im Statistischen Landesamt Baden-Württemberg. In: Monatsheft 06–07/2022. S. 54–61 (statistik-bw.de).
- Stellenwert der Externalität für die Qualitätsentwicklung in Netzwerken – Qualitätsentwicklung mit dem Critical Friend-Ansatz. doi:10.1007/978-3-658-42884-6_6. In: Hochschulen im Wandel, 2023. S. 117–134
- Qualitätsbegriff und Qualitätsmanagement im Hochschulbetrieb – Hat die Erfolgsgeschichte noch eine Zukunft? In:  Qualitätsmanagement in der Krise? - Paradoxien, Probleme und Perspektiven im Universitäts- und Hochschulbetrieb | BELTZ 2022, S. 32–56.
- Ein weites und manchmal auch schwieriges Feld | Wissenschaftsmanagement Online In: DUZ Wissenschaft & Management, Ausgabe 5/2021, S. 32–35.
- Zwei Begriffe – eine Mission: Leistung bewerten und verbessern  In: Wissenschaftsmanagement – Handbuch & Kommentar (hrsg. von Markus Lemmens, Peter Horvath und Mischa Seiter). 2017, S. 502–522.
- mit Hermann-Josef Blanke und Roland Thierfelder et al.: Externe Zusammenhänge von Akkreditierungsverfahren und -entscheidungen: Akkreditierung von Studiengängen. DUZ Verlags- und Medienhaus GmbH, Berlin 2017. ISBN 978-3-96037-137-3
- Qualitätssicherung und Qualitätsmanagement an Hochschulen. doi:10.1007/978-3-658-05455-7_33 In: Dagmar Simon et al. (Hrsg.): Handbuch Wissenschaftspolitik. 2016. ISBN 978-3-658-05454-0.
- Die Zeitbudgetverwendung agrarischer Gesellschaften in Westafrika. Karlsruhe: IfR 1999. Zugl.: Karlsruhe, Univ., Diss., 1999 u.d.T.: Rigbers, Anke: Zeiterleben und Zeitverstehen in unvertrauten Lebenswelten